# پیشرفت‌های ریاضیات
پیشرفت های ریاضیات (به انگلیسی: Advances in Mathematics) یک مجله تخصصی ریاضیات محض است که در سال ۱۹۶۱ بنیانگذاری شده است. این مجله ۱۸ شماره در هر سال در ۳ جلد به چاپ میرساند.